# Kristian Kjelling
Kristian Kjelling, né le 9 septembre 1980 à Oslo, est un handballeur norvégien.

## Palmarès

### Club
- Finaliste du Championnat de Norvège (1) : 2001
- Finaliste de la Coupe de Norvège (1) : 2000
- Vainqueur de la Coupe du Roi (1) : 2002
- Vainqueur du Championnat du Danemark (2) : 2010, 2013

### Sélection nationale
- 6e place au Championnat d'Europe 2008, Norvège
- 9e place au Championnat du monde 2009, Croatie
- 7e place au Championnat d'Europe 2010, Autriche
- 9e place au Championnat du monde 2011, Suède
- 14e place au Championnat d'Europe 2014, Danemark